# Всеобщие выборы в Камеруне (1988)
24 апреля 1988 года в Камеруне были проведены всеобщие выборы президента и Национального Собрания. В то время страна была однопартийным государством, а единственной законной партией было камерунское Народно-Демократическое движение. Её лидер, действующий Поль Бийя, был единственным кандидатом на президентских выборах и был переизбран без сопротивления.
Впервые с 1960 года избиратели имели выбор кандидатов на выборах в Национальное собрание, причем два или более кандидатов от КНДД оспаривали каждый избирательный округ, и в общей сложности 324 кандидата баллотировались на 180 мест в Национальную Ассамблею. Тем не менее, КНДД выиграло все 180 мест с явкой 90,3 %.

## Результаты

### Президентские
| Кандидат                           | Партия                                        | Голосов   | %    |
| ---------------------------------- | --------------------------------------------- | --------- | ---- |
| Поль Бийя                          | Камерунское народное демократическое движение | 3 321 872 | 100  |
| Недействительные/пустые бюллетени  | Недействительные/пустые бюллетени             | 42 218    | -    |
| Всего                              | Всего                                         | 3 364 090 | 100  |
| Зарегистрированные избиратели/явка | Зарегистрированные избиратели/явка            | 3 634 568 | 92,6 |
| Источник: Nohlen et al.            |                                               |           |      |

### Национальная Ассамблея
| Партия                                        | Голосов   | %    | Мест | +/- |
| --------------------------------------------- | --------- | ---- | ---- | --- |
| Камерунское народное демократическое движение | 3 179 898 | 100  | 180  | +60 |
| Недействительные/пустые бюллетени             | 102 986   | -    | -    | -   |
| Всего                                         | 3 282 884 | 100  | 180  | +60 |
| Зарегистрированные избиратели/явка            | 3 634 568 | 90,3 | -    | -   |
| Источник: Nohlen et al.                       |           |      |      |     |